# Hinata Hyûga
 (juin 2024).
Hinata Hyûga (日向ヒナタ, Hyūga Hinata)  est un personnage du manga Naruto.
Hinata est une kunoichi du village de Konoha appartenant au clan Hyûga. Tout comme Kiba Inuzuka et Shino Aburame, elle fait partie de l'équipe 8 dirigée par Kurenai Yûhi.
Les caractères chinois qui composent son nom de famille, Hyūga, signifient littéralement « Dirigé vers le soleil ». Quant à son prénom, Hinata, il signifie « lieu ensoleillé ». En japonais, le mot Hinata peut s'écrire avec les mêmes caractères chinois que Hyūga.
Le 13e générique de fin de Naruto Shippuden lui est dédié.

## Création et conception
Le personnage d'Hinata a été créé bien avant Sasuke et Sakura. L'auteur voulait au départ faire d'elle une civile, mais l'éditeur lui a proposé de faire d'elle une kunoichi. Sur ses dessins préparatoires, on peut la voir avec des vêtements normaux (une robe) et un collier portant le symbole du clan Uzumaki.

## Profil

### Histoire

#### Enfance
L'enfance d'Hinata a été relativement difficile. En tant qu'héritière du clan, elle devait beaucoup s'entraîner, tâche qu'elle accomplissait avec son père. À l'âge de trois ans, elle vit son clan poser sur Neji le sceau maudit de « L'Oiseau en Cage », chose qui fut marquante pour elle puisqu'elle se considère responsable de ce fait.
Peu après, un espion du Village caché des Nuages (Kumo) voulut la capturer afin d'obtenir le byakugan, secret héréditaire du clan Hyûga. Elle fut sauvée grâce à l'intervention de son père qui surprit et élimina l'espion dans son jardin. Le village de l'espion clama vengeance, et exigea le corps sans vie de Hiashi Hyûga en réparation (ce n'était cependant qu'un prétexte pour pouvoir percer le secret du byakugan). Le frère jumeau de Hiashi, Hizashi Hyûga, donna son corps à la place de celui de son frère. Il existe en effet deux branches dans le clan Hyûga, la Soke (ou branche principale), et la Bunke (branche secondaire). Hizashi faisait partie de la Bunke et son corps avait été scellé par le puissant sceau maudit des Hyûga. Une fois mort, il est impossible de percer le secret du byakugan en examinant le corps des membres de la Bunke. Hizashi s'est sacrifié pour maintenir la paix entre Konoha et Kumo, ainsi que les secrets de son clan.

#### Première partie

Symbole du clan Hyuga

Hinata apparaît pour la première fois  au tout début de la série (au premier épisode de l'anime), lorsqu'Iruka impose un contrôle à toute la classe par la faute de Naruto. Dans le manga, elle apparaît pour la première fois au chapitre 39, juste avant la première épreuve de l'examen chūnin. Hinata prend tout de suite de l'importance dans l'histoire. Voisine de Naruto lors de l'épreuve écrite, elle lui propose de recopier ses réponses, mais ce dernier refuse car il ne veut pas qu'Hinata soit éliminée par sa faute.
Après une deuxième épreuve réussie sans encombre, elle s'oppose à son cousin Neji en combat singulier lors de l'épreuve éliminatoire (beaucoup trop de candidats ont réussi la deuxième épreuve, d'où l'improvisation de cette épreuve préliminaire pour participer à la troisième). Avant même le début du combat, Neji dit à Hinata d'abandonner, car il la juge bien trop faible pour l'emporter.
Déstabilisée par Neji qui tente de la rabaisser, Hinata reprend confiance après l'intervention de Naruto en sa faveur. Lors de ce combat, Naruto se rendra compte de l'importance qu'il a aux yeux d'Hinata puisque Lee lui fera remarquer qu'elle lui ressemble par sa ténacité et que Sakura lui confiera qu'Hinata passait tout son temps à l'observer. Mais ses encouragements ne suffiront cependant pas à Hinata pour pouvoir gagner. Gravement atteinte, elle tente malgré tout de continuer le combat afin de prouver sa valeur à Naruto. À la fin du combat, Neji tente de la tuer après qu'elle eut évoqué leurs problèmes familiaux, mais est arrêté in extremis par les jōnins présents.
Lors de la troisième épreuve, Hinata assiste depuis les tribunes au combat entre Neji et Naruto. Pas totalement rétablie de son combat contre son cousin, elle s'évanouit avant le dénouement du combat et la victoire de Naruto.
Après le combat entre Naruto et Neji, elle est à nouveau enlevée par des ninjas de Kumo durant l'attaque d'Orochimaru sur Konoha, mais cette fois-ci, son cousin la sauve, aidé par Kiba et Tenten. Neji s'excuse auprès de sa cousine pour son attitude à son égard et se réconcilie avec cette dernière.

#### Seconde partie
Dans la seconde partie de la série, on la voit brièvement lors du retour de Naruto à Konoha après l'affrontement contre Sasori et Deidara. Elle a été promue au rang de chūnin durant l'absence de Naruto, comme beaucoup d'autres de ses compagnons. Elle a de nouveau un rôle important lorsque Konoha forme des équipes lancées à la recherche d'Itachi et Sasuke Uchiwa ; elle fait équipe avec Yamato, Naruto et le chien-ninja Bull.
On la voit à nouveau lors de l'invasion de Pain. Elle tente de s'interposer entre Tendô et Naruto (immobilisé) pour protéger ce dernier, tout en sachant qu'elle n'a aucune chance.
Elle ose alors dévoiler ses sentiments pour Naruto… Elle attaque ensuite Tendô qui la repousse puis la poignarde.
Elle n'a cependant pas été mortellement touchée, Sakura lui prodigue des soins qui la remettent d'aplomb.
Lors de la 4e grande guerre ninja déclarée par Tobi, Hinata est placée dans la division des combattants à proche distance avec Neji, Karui et Kurotsuchi, dirigée par Kitsuchi. Durant le combat final face à Jûbi, elle fait bouclier de son corps pour protéger Naruto des projectiles du monstre, mais Neji la protège à son tour en se sacrifiant. La mort de Neji porte un coup à la détermination de Naruto, mais Hinata parvient à lui transmettre son propre courage en lui rappelant ses principes de ne jamais abandonner et de protéger ses amis, et l’aide à reprendre confiance en lui, avec l’aide de Kyûbi, pour reprendre le combat.
Lorsque Madara déclenche les « Arcanes lunaires Infinis », elle est prise dans le genjutsu et enfermée dans un « cocon » de l'arbre sacré, où elle vit une illusion dans laquelle elle a un rendez-vous galant avec Naruto, espionnée par sa petite sœur Hanabi et son cousin Neji. Lorsque Naruto et Sasuke arrêtent la technique, après leur dernier combat, elle apparaît aux côtés de Naruto à l'enterrement de Neji.

#### The Lastet épilogue
Dans le film Naruto Shippuden: The Last, deux ans après les évènements de la 4e grande guerre ninja, un festival d’hiver est organisé à Konoha, et Hinata souhaite offrir une écharpe rouge qu’elle a tricoté à Naruto et lui déclarer son amour ; cependant, le jeune homme est devenu très populaire, et le village reçoit de nombreux visiteurs venus le voir, dont beaucoup de jeunes femmes espérant recevoir ses faveurs, et Hinata est handicapée par sa timidité. Peu après, elle est prise pour cible par Toneri Ôtsutsuki, l’antagoniste du film, qui veut en faire son épouse, la considérant comme la « Princesse aux Byakugan » (白眼姫, Byakugan-hime) avant de détruire le monde ninja en projetant la Lune dessus. Mis en échec par Naruto, Toneri se rabat sur sa petite sœur Hanabi. Pour secourir cette dernière, Hinata part avec Naruto, Sakura, Saï, et Shikamaru, tandis que le reste du village s’organise pour défendre ce dernier des météores issus de la Lune qui s’abattent. Ils tombent dans un piège et Hinata est enlevée par Toneri, dont elle fait mine d’accepter la demande pour sauver Hanabi. Tandis qu’il combat Toneri pour sauver les deux sœurs et le monde ninja, Naruto voit ses sentiments pour Hinata évoluer ; à la fin du film, Naruto se déclare à Hinata en lui disant qu’il souhaite rester avec elle pour toujours, et ils échangent un baiser. Deux bonds dans le temps montrent ensuite leur mariage, puis une scène de leur vie de famille avec leurs deux enfants, Boruto et Himawari.
Une quinzaine d’années après la fin de la 4e grande guerre ninja, Naruto est devenu le 7e Hokage, et ils continuent d’élever leurs deux enfants. Hinata continue de fleurir la tombe de son cousin Neji, emmenant Himawari avec elle, tandis que Boruto, maintenant à l’académie ninja, fait des frasques pour se faire remarquer de son père très occupé.

### Personnalité
Hinata est une jeune fille extrêmement timide ; affable et polie, elle s’adresse aux autres en utilisant les particules honorifiques adéquates. Sa gentillesse est un trait de caractère que son père et son cousin Neji considèrent comme une faiblesse ; elle n’aime pas la compétition et les combats. Le dédain de son père, déçu de voir l’héritière légitime du clan ayant un tel caractère, l’ont rendue encore plus timide et manquant de confiance en elle-même ; prise en charge par Kurenaï, elle s’est cependant révélée travailleuse, à défaut d’avoir un talent inné comme son cousin, et possède une forte détermination quant à sa volonté de changer, notamment pour obtenir la reconnaissance de Naruto, pour lequel elle a une grande affection et beaucoup d’admiration depuis l’académie ninja, son empathie lui ayant permis de comprendre son enfance difficile, son envie de se faire reconnaître à sa juste valeur et sa détermination sans faille ; elle prend par ailleurs très au sérieux le rêve du jeune ninja de devenir Hokage et ne cessera de l’encourager dans cette voie tout au long de la série.
Durant ses débuts en tant que genin, malgré son entraînement intensif et tous ses efforts, Hinata continue de perdre rapidement confiance en elle, faiblissant dans les moments cruciaux et essuyant des échecs durant les missions qui lui sont assignées, jusqu’au jour où elle doit combattre son cousin Neji lors des préliminaires à la 3e épreuve de l’examen chūnin, et où le regard et les encouragements de Naruto durant ce combat, pourtant perdu d’avance, lui donnent une nouvelle force de caractère pour ne plus abandonner dans la difficulté, changement que Kurenaï perçoit alors dans son regard. Dès lors, elle s'inspire de la force morale de Naruto pour se renforcer, et puise sa force dans son sourire ; elle reprend le nindō de Naruto, ne jamais abandonner, à son compte, au point que c’est elle qui, lorsque Naruto perd pied à la suite de la mort de Neji durant la 4e grande guerre ninja, empêche Obito de briser l’esprit du jeune ninja en lui transmettant son propre courage.
Au fur et à mesure que la série progresse, les sentiments de Hinata pour Naruto évoluent et l’amènent à tomber amoureuse de lui, sa timidité l'empêchant cependant de se trouver face à lui sans rougir et bégayer, voire tomber en pâmoison, donnant un comique de répétition, prisé notamment dans les épisodes hors-série de l’anime. Elle finit par lui confesser ses sentiments, tout en mettant sa vie en jeu pour le protéger face à Pain. Ses rêves à travers les « arcanes lunaires infinis » déclenchés à la fin de la 4e grande guerre ninja, montrent que son plus grand désir est simplement d’être aux côtés de Naruto.
Bien qu'ils ne soient que cousins, Hinata appelle Neji « frère » (ネジにいさん, Neji niisan), ce qui étonne Naruto et Sakura croyant alors comprendre qu'ils sont frère et sœur. Neji, quant à lui s'adresse à elle en utilisant la particule honorifique -sama indiquant le respect conventionnel que les membres de la branche secondaire de la famille doivent aux membres de la branche principale, ce qui ne l’empêche pas de la mépriser pour ses faiblesses. Après la défaite de Neji face à Naruto, son cousin change de comportement envers elle et devient à la fois plus protecteur et doux envers elle, allant finalement jusqu’à se sacrifier pour elle, faisant bouclier de son corps pour lui éviter de se faire transpercer par des épieux lancés par Jûbi ; il l’aide également à progresser et à maîtriser les techniques du clan Hyûga.
Hinata est en bons termes avec ses coéquipiers, notamment Kiba qui est attentionné et protecteur envers elle (il s’inquiète pour elle avant les préliminaires de la 3e épreuve de l’examen chūnin, l'accompagne pour le tournoi final de l'examen). Kiba est par ailleurs conscient de ses sentiments pour Naruto, sujet sur lequel il la taquine régulièrement. Elle noue également une relation particulière avec son instructrice jōnin Kurenaï qui parvient à la comprendre et à la pousser dans la bonne voie bien mieux que son père n’était parvenu à le faire.
Vers l'age adulte, Hinata conserve sa gentillesse habituelle, mais elle gagne également de l'assurance en développant un caractère bien trempé, tout comme Sakura, ce qui effraie parfois Naruto et ses enfants. En tant qu'épouse de Naruto, elle continue de soutenir son mari, même s'il est rarement présent auprès de sa famille et en tant que mère, elle veille sur ses enfants avec bienveillance.

### Capacités

Byakugan

Hinata fait partie du puissant clan Hyûga dont les membres possèdent un dōjutsu héréditaire appelé Byakugan. Membre de la branche principale appelée Soké, elle est la fille aînée de Hiashi Hyûga. De ce fait, elle est l'héritière du clan même si son père la méprise et lui préfère sa sœur cadette, Hanabi, déjà plus forte qu'elle selon ce dernier. À force de courage et de volonté, et avec l’aide de son cousin Neji, Hinata finit cependant par réussir à progresser, à maîtriser les techniques secrètes du clan les plus puissantes, et à y ajouter ses propres améliorations, comme les « lions jumeaux » qu’elle semble être la seule Hyûga à utiliser.
Le byakûgan de Hinata est souvent utile durant les missions avec son équipe pour prévenir des ennemis ou dangers à venir sur leur chemin ; elle peut voir avec jusqu’à 10 km, et l’utiliser pour percer les illusions (genjutsu). Dans l’anime, elle peut également l’utiliser pour voir des micro-détails de manière très précise, ou comme vision infrarouge.
Outre ses capacités de combat, Hinata est montrée comme assez intelligente, ayant pu répondre à plusieurs questions de la 1re épreuve de l’examen chūnin sans tricher, contrairement à la plupart des personnes de la salle. Dans l’anime, elle est par ailleurs montrée capable d’utiliser la technique de soins de la « Paume Mystique », et Naruto la décrit comme excellente cuisinière. Elle est parvenue à maîtriser deux Godai Seishitsu Henka, le feu et la foudre avant la 4e grande guerre ninja.

### Évolution

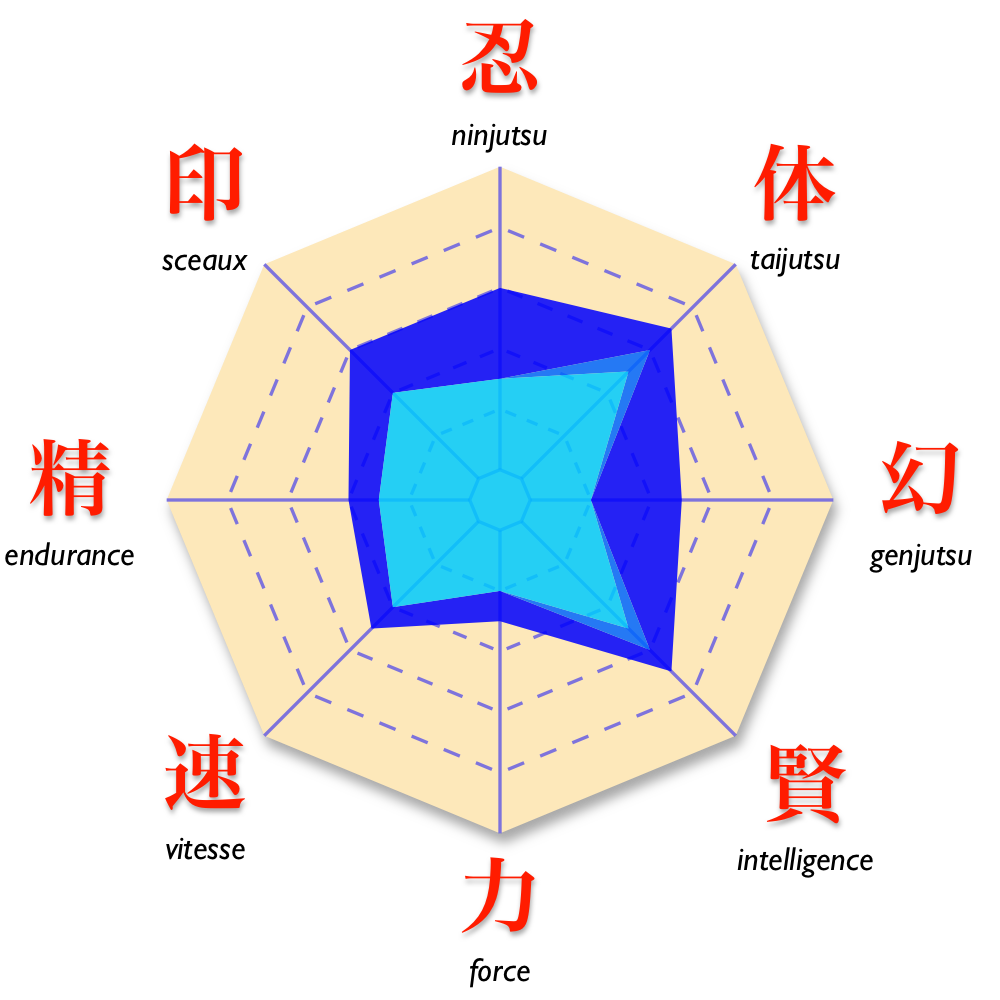
Grâce au sourire et aux encouragements de Naruto, Hinata a beaucoup progressé selon son nindō pour être reconnue par sa famille et par Naruto.
Milieu partie I
Fin partie I
Milieu partie II

|                 | Capacités | Âge    | Niveau        | Taille   | Poids   | Missions                                  |
| --------------- | --------- | ------ | ------------- | -------- | ------- | ----------------------------------------- |
| Milieu Partie I | 35 %      | 12 ans | Genin (下忍)  | 147,3 cm | 37,9 kg | - S — 0 - A — 0 - B — 0 - C — 3 - D — 5   |
| Fin Partie I    | 37,5 %    | 13 ans | Genin (下忍)  | 148,3 cm | 38,2 kg | - S — 0 - A — 0 - B — 0 - C — 3 - D — 5   |
| Partie II       | 54 %      | 16 ans | Chūnin (中忍) | 160 cm   | 45 kg   | - S — 0 - A — 1 - B — 8 - C — 14 - D — 10 |

## Apparition dans les autres médias

### Anime
La version animée semble mettre un peu plus l'accent sur ce personnage que ne le fait le manga, puisque Hinata apparaît dans un grand nombre des épisodes hors-série. Elle s'y entraîne dur et développe sa propre version des 64 poings du Hakke. Elle développe ainsi une technique de défense incroyablement puissante et surtout extrêmement rapide.
On la voit sous différents jours : elle n'hésite pas s'opposer à Shino quand il lui dit que sa piste pour retrouver Sasuke est très mince, ou encore à Naruto lorsque ce dernier lui demande de le laisser  affronter le danger seul...
L'anime Naruto Shippûden développe son enfance lorsqu'elle révèle ses sentiments pour Naruto en s'interposant face à Pain. Toute petite, elle espérait devenir aussi forte que son père et aussi gentille que sa mère. Kô était déjà son garde du corps. Elle remarque que Naruto voulait devenir Hokage pour être accepté, mais était détesté et traité de « démon renard ». Lors d'un entraînement, vaincue par sa petite sœur Hanabi au grand désespoir de leur père, elle s’enfuit honteuse dans les rues de Konoha, où Naruto tente de la protéger face à trois jeunes ninjas de l’académie qui s’en étaient pris à elle, et se fait passer à tabac. Kô arrive pour sauver Hinata, qui veut alors aider Naruto, à se relever, mais Kô lui interdit de le fréquenter.
Hinata apparait également dans beaucoup de jeux vidéo dédiée au manga Naruto comme ceux des séries Naruto: Ultimate Ninja, Naruto: Clash of Ninja (à partir du second opus, et à l’exception de Naruto Shippūden: Gekitō Ninja Taisen! EX) et dans les films de la série : Naruto Shippuden : Les Liens, Naruto Shippuden : La Flamme de la volonté, Naruto Shippuden: Blood Prison et Naruto Shippuden: Road to Ninja. Elle est  l’un des personnages centraux du film Naruto Shippuden: The Last, qui explique la manière dont sa relation avec Naruto a évolué entre l’avant-dernier chapitre du manga et l’épilogue une quinzaine d’années plus tard.

### Média
Lechuga Tinaja, d'une bande dessinée en ligne raruto, est un parodie de Hinata.

## Réception
Hinata est toujours placée dans les dix premiers dans les sondages annuels de popularité organisés par le magazine Shōnen jump. Elle était classée 10e au premier sondage, 6e au second et au troisième, et 9e au cinquième, le dernier en date.

## Techniques
- Byakugan (白眼?, litt. « Œil blanc »)[14]
Technique d'œil (dōjutsu) qui permet une vision différente, capable de visualiser les flux de chakra dans le corps et les longues distances (plus d'un kilomètre). Le Byakugan permet d'avoir un champ de vision de presque 360° (hormis un angle mort de 5° dans le dos de l'utilisateur au niveau de la 1re cervicale), et de voir à travers les objets.
- Poing souple (柔拳, Jūken?)[15]
C'est le taïjutsu particulier des Hyûga qui permet à l'attaquant d'infliger des dommages à long terme à l'intérieur du corps et pas seulement des dégâts de surfaces (comme le Goken de Rock Lee par exemple). Cette technique s'effectue en combinaison avec le Byakugan ce qui permet une grande précision des coups portés.
- Les paumes jumelles des lions agiles (柔歩双獅拳, Jūho sōshiken?)[7]
Deux lions de chakra entourent les mains de Hinata ; d'après l'étymologie, il s'agit probablement d'une technique dérivée du Jūken… Cette technique de corps à corps est repoussée par la technique Repulsion celeste de Tendô, ce qui nous empêche d'en savoir plus dans le manga. Dans l'anime, la technique lui permet de frapper violemment et de justesse ce dernier mais sans parvenir à le blesser.
- Mur de paumes du Hakke (八卦空壁拳, Hakke kūhekishō?)[16]
« Paume du Hakke » (technique permettant de frapper l'adversaire à distance grâce à une impulsion de chakra qui jaillit de sa main), réalisée en combinaison avec son cousin Neji.
- Technique du poing souple, les 64 poings du Hakke (八卦六十四掌, Hakke Rokujūyon Shō?)[17]
Combinaison de Byakugan et de taijutsu qui permet de frapper en 64 points pour bloquer les flux de chakra de l'adversaire.

### Anime& Films
- Paume souple (掌底, Shōtei?)
Variante moins puissante du poing souple et destinée à frapper violemment de l'adversaire.
Non prononcée dans le manga mais dans l'anime.
- Les 64 poings du Hakke protecteurs (守護八卦六十四掌, Shugohakke Rokujyū Yonshō?)
Hinata tisse un fil de chakra dans ses mains et combiné avec son agilité naturelle, elle fait bouger ses bras de manière à constituer une défense impénétrable de chakra. Technique offensive et défensive sur petite et moyenne distance.
- Les 32 paumes du Hakke (八卦三十二掌, Hakke Sanjū Nishō?)
Version moins puissante des 64 poings du Hakke (32 poings). Elle arrive tout de même à bloquer le chakra de l'adversaire. Hinata n'utilise pas le bout de ses doigts pour effectuer cette technique (comme Neji, par exemple), mais ses paumes de mains.
- Les 64 poings du hakke (八卦六十四掌, Hakke Rokujūyon Shō?)
Dans le film Naruto Shippuden : La Flamme de la volonté, Hinata exécute cette technique en combinaison avec Neji sur une invocation d'Hiruko. Hinata semble maîtriser cette technique, dans la mesure où sa vitesse d'exécution est similaire à celle de Neji.

### Jeux vidéo
- Les 64 poings du tourbillon divin du Hakke[18]
Hinata apparaît sous sa forme potentielle révélée avec une aura bleue. Elle maîtrise alors les 64 poings du hakke, ainsi que le tourbillon divin du Hakke (en contre uniquement : a+arrière sur Xbox 360).
- La paume céleste du Hakke (八卦掌空天, Hakkeshō kūten?)[19]
Technique résultant de la combinaison du Tourbillon divin du Hakke et des 64 poings du Hakke protecteurs.
- La double percée (柔歩双掌, Jūho Soshō?) [20]
Hinata frappe violemment l'ennemi avec les paumes de ses deux mains bien tendues.
- Les paumes jumelles des lions agiles et du démon à queues (柔歩尾獣双獅拳, Jūho bijū soshiken?)[21]
Hinata insuffle son chakra dans l'orbe des démons à queues de Naruto. Après avoir atteint la cible, l'explosion déclenchée prend la forme du lion géant de chakra.

### Databooks
- (ja) Masashi Kishimoto, NARUTO - Hiden Rin no Sho (NARUTO―ナルト―［秘伝・臨の書］?) : Characters Official Data Book (キャラクターオフィシャルデータBOOK?), Tōkyō, Shūeisha, coll. « Jump Comics (ジャンプコミックス, Janpu Comikkusu?) / Naruto »,‎ 4 juillet 2002, 272 p., shinsho (新書?) / Tankōbon / 175x115mm (ISBN 4-08-873288-X et 978-4-08-873288-6, présentation en ligne)
- (ja) Masashi Kishimoto, NARUTO - Hiden Tō no Sho (NARUTO―ナルト―［秘伝・闘の書］?) : Characters Official Data Book (キャラクターオフィシャルデータBOOK?), Tōkyō, Shūeisha, coll. « Jump Comics (ジャンプコミックス, Janpu Comikkusu?) / Naruto »,‎ 4 avril 2005, 320 p., shinsho (新書?) / Tankōbon / 175x115mm (ISBN 4-08-873734-2 et 978-4-08-873734-8, présentation en ligne)
- (ja) Masashi Kishimoto, NARUTO - Hiden Sha no Sho (NARUTO―ナルト―［秘伝・者の書］?) : Characters Official Data Book (キャラクターオフィシャルデータBOOK?), Tōkyō, Shūeisha, coll. « Jump Comics (ジャンプコミックス, Janpu Comikkusu?) / Naruto »,‎ 4 septembre 2008, 360 p., shinsho (新書?) / Tankōbon / 175x115mm (ISBN 978-4-08-874247-2, présentation en ligne)
- (ja) Masashi Kishimoto, NARUTO - Hiden Jin no Sho (NARUTO―ナルト―［秘伝・陣の書］?) : Characters Official Data Book (キャラクターオフィシャルデータBOOK?), Tōkyō, Shūeisha, coll. « Jump Comics (ジャンプコミックス, Janpu Comikkusu?) / Naruto »,‎ 4 novembre 2014, 392 p., shinsho (新書?) / Tankōbon / 175x115mm (ISBN 978-4-08-880263-3, présentation en ligne)

### Artbooks
- (en) Masashi Kishimoto, The Art of Naruto: Uzumaki, VIZ Media, coll. « Art of Shonen Jump / Naruto », 25 octobre 2007, 145 p., Artbook (relié) / 215x305mm (ISBN 978-1-4215-1407-9, présentation en ligne)

### Tomes en français
- Masashi Kishimoto (trad. Sylvain Chollet), Naruto tome 7 : La voix à suivre !!, Kana, coll. « Shonen Kana / Naruto », 5 juillet 2003, 192 p., Tankōbon / 115x175mm (ISBN 2-87129-535-2 et 978-2-87129-535-8, présentation en ligne)
- Masashi Kishimoto (trad. Sylvain Chollet), Naruto tome 9 : Neji et Hinata, Kana, coll. « Shonen Kana / Naruto », 10 janvier 2004, 192 p., Tankōbon / 115x175mm (ISBN 2-87129-599-9 et 978-2-87129-599-0, présentation en ligne)
- Masashi Kishimoto (trad. Sébastien Bigini), Naruto tome 39 : Ceux qui font bouger les choses, Kana, coll. « Shonen Kana / Naruto », 28 novembre 2008, 192 p., Tankōbon / 115x175mm (ISBN 978-2-5050-0417-2, présentation en ligne)
- Masashi Kishimoto (trad. Sébastien Bigini), Naruto tome 47 : La libération du sceau !!, Kana, coll. « Shonen Kana / Naruto », 5 mars 2010, 192 p., Tankōbon / 115x175mm (ISBN 978-2-5050-0869-9, présentation en ligne)
- Masashi Kishimoto (trad. Sébastien Bigini), Naruto tome 48 : Hourras au village !!, Kana, coll. « Shonen Kana / Naruto », 7 mai 2010, 208 p., Tankōbon / 115x175mm (ISBN 978-2-5050-0870-5, présentation en ligne)